# 慈 (佛教)
慈，佛教術語，經常與「悲」並稱為慈悲。佛教認為，慈（Mettā）是不帶取與貪等染污成份的愛，是慈、悲、喜、捨四無量心之一。以慈為禪修對象，稱為慈心觀，又稱作慈愍觀、慈悲觀、慈觀、修慈觀，對於四梵行的修習，為一種調心的修行方法，藉此對治瞋的一種方式，四護衛禪、五停心觀之一。

## 概論
慈悲觀通於印度宗教，若修行離欲的清淨梵行法，證初禪後可以投生色界大梵天，根據上座部佛教《清淨道論》修慈心最多可以證三禪，證三禪後可以改修捨心證四禪
。釋迦牟尼佛對弟子舉其過去生當中出生於外道修行者所經歷，來教育弟子。。但目的非教授佛弟子生天之法，乃是這樣生天的修行雖然有生天之樂的大果報，但這種法並不究竟，並不能算是真正的清淨梵行，並不能離生死之苦。所以佛更對比的來說，由於過去多劫以來菩薩道的修行，至今世圓滿成佛，佛法的教授才是真正能究竟饒益自他，令眾生離一切生死的苦。
觀察一切有情，發起慈悲心而興起給與眾生種種樂、拔除眾生所受種種苦的想法。由數息觀、不淨觀修行入門，之後繼之以修行慈悲觀。
依慈心觀，可進入無量心三昧。

## 修行方式
依不同傳統，有不同修行方式。

### 上座部佛教
《清淨道論》傳承，以思維忍辱為入門。先對自己修行慈心，之後依序，對自己親愛的人修慈，對自己不憎不愛的一切人修慈，對自己的仇敵修慈。當進步到對自己仇敵也保持慈心時，就能夠以平等心破除界線，證入初禪，接著擴展慈心至四方上下，逐步進入四禪，將慈心遍滿一切有情。完成慈心觀之後，依序再修行悲心觀、喜心觀與捨心觀。
唸誦《慈經》也是常見修行慈心觀的方式。

### 藏傳佛教
藏傳佛教中，以阿底峽大師傳授的慈悲觀為主，包括了七因果與自他交換法兩大傳承，合稱兩大升起菩提心教授。